# Mörstadt
Mörstadt ist eine Ortsgemeinde im Landkreis Alzey-Worms in Rheinland-Pfalz. Sie gehört der Verbandsgemeinde Monsheim an.

## Geographie
Mörstadt liegt in Rheinhessen ca. 5 Kilometer nordwestlich von Worms. Nachbargemeinden sind, im Uhrzeigersinn von Norden beginnend, Gundheim, Worms, Monsheim und Flörsheim-Dalsheim. Zu Mörstadt gehört auch der Wohnplatz Lindenhof.

## Geschichte
Das Kloster Otterberg war im Ort begütert.

## Politik

### Gemeinderat
Der Gemeinderat in Mörstadt besteht aus sechzehn Ratsmitgliedern, die bei der Kommunalwahl am 9. Juni 2024 in einer personalisierten Verhältniswahl gewählt wurden, und dem ehrenamtlichen Ortsbürgermeister als Vorsitzendem.
Die Sitzverteilung im Gemeinderat:
| Wahl | SPD | FWG | WGR | Gesamt   |
| ---- | --- | --- | --- | -------- |
| 2024 | 5   | 8   | 3   | 16 Sitze |
| 2019 | 5   | 9   | 2   | 16 Sitze |
| 2014 | 5   | 5   | 2   | 12 Sitze |
| 2009 | 7   | 3   | 2   | 12 Sitze |

- FWG = Freie Wählergruppe Mörstadt e. V.
- WGR = Wählergruppe Röder e. V.

### Ortsbürgermeister
- Gerd Ermarth – FWG (1979–1999)
- Horst Wendel – SPD (1999–2019)
- Stephan Hammer – FWG (seit 2019)

Bei der Direktwahl am 26. Mai 2019 setzte sich Stephan Hammer mit einem Stimmenanteil von 52,75 % gegen den bisherigen Amtsinhaber Horst Wendel durch. Bei der Direktwahl am 9. Juni 2024 konnte er sich mit 73,0 % erneut gegen einen Mitbewerber durchsetzen und wurde somit für weitere fünf Jahre in seinem Amt bestätigt.

### Wappen

(alternative Darstellung)

| Wappen von Mörstadt | Blasonierung: „In Blau eine achtblättrige silberne Rebblüte, gold besamt, überhöht von zwei sechsstrahligen goldenen Sternen.“ |
| Wappen von Mörstadt | |

## Bauwerke

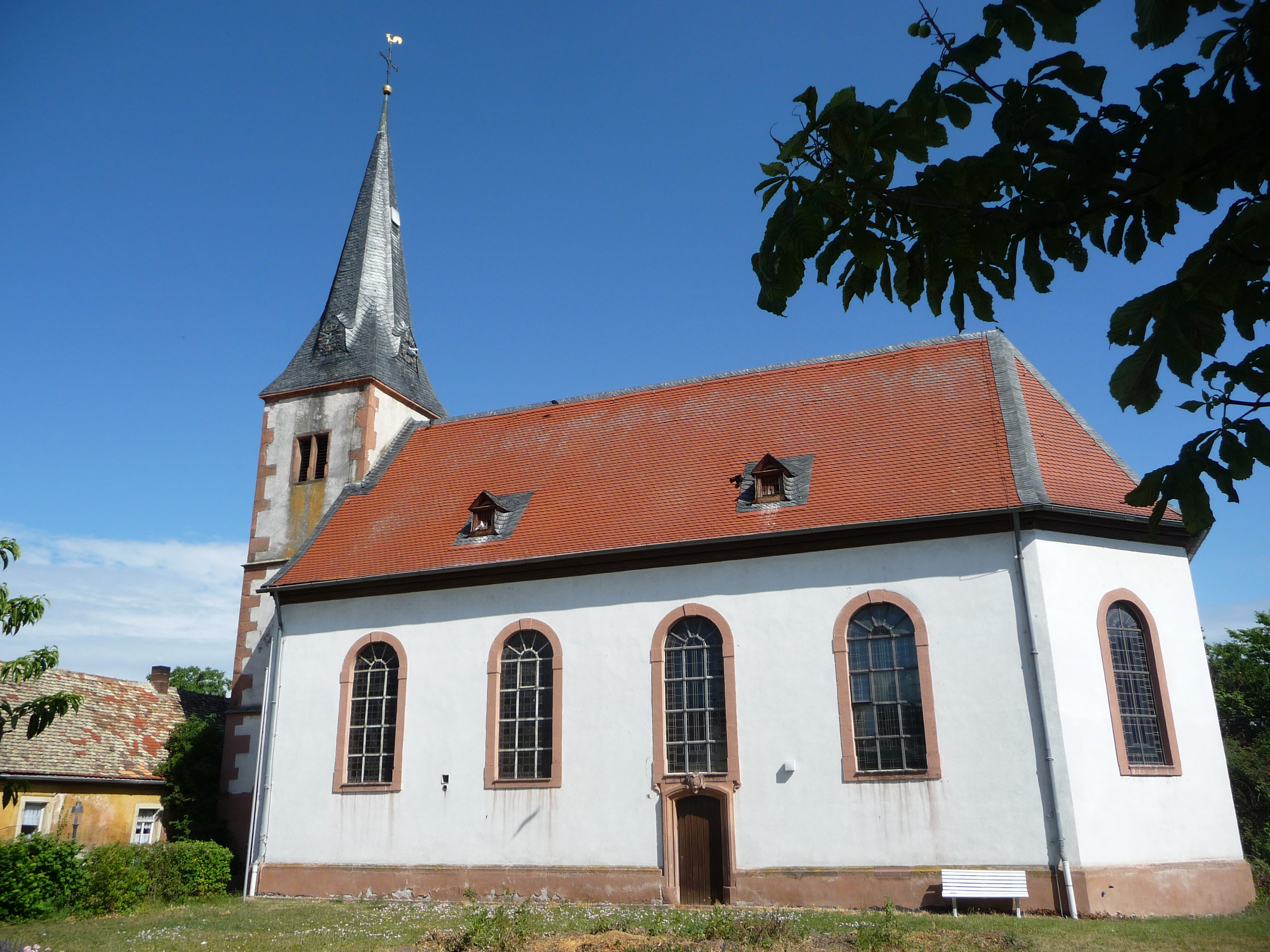
Dorfkirche

Die evangelische Dorfkirche stammt aus dem Jahr 1670 und ist mit einer Stummorgel ausgestattet. Von der in der Spätgotik gebauten Kirche sind heute noch der Turm und die Westwand aus dem Jahr 1509 erhalten. Das Kirchenschiff ist barock und wurde in der ersten Hälfte des 18. Jahrhunderts errichtet. Über dem Torbogen befindet sich das Wappen des Mainzer Erzbischofs Emmerich Joseph von Breitbach-Bürresbach, der von 1768 bis 1774 amtierte.
Siehe auch: Liste der Kulturdenkmäler in Mörstadt

## Verkehr
Mörstadt hat über die Anschlussstelle Worms/Mörstadt Zugang zur Bundesautobahn 61.

## Sonstiges
- Seit 2005 verfügt Mörstadt über eine Seebühne am Woog (Dorfteich).

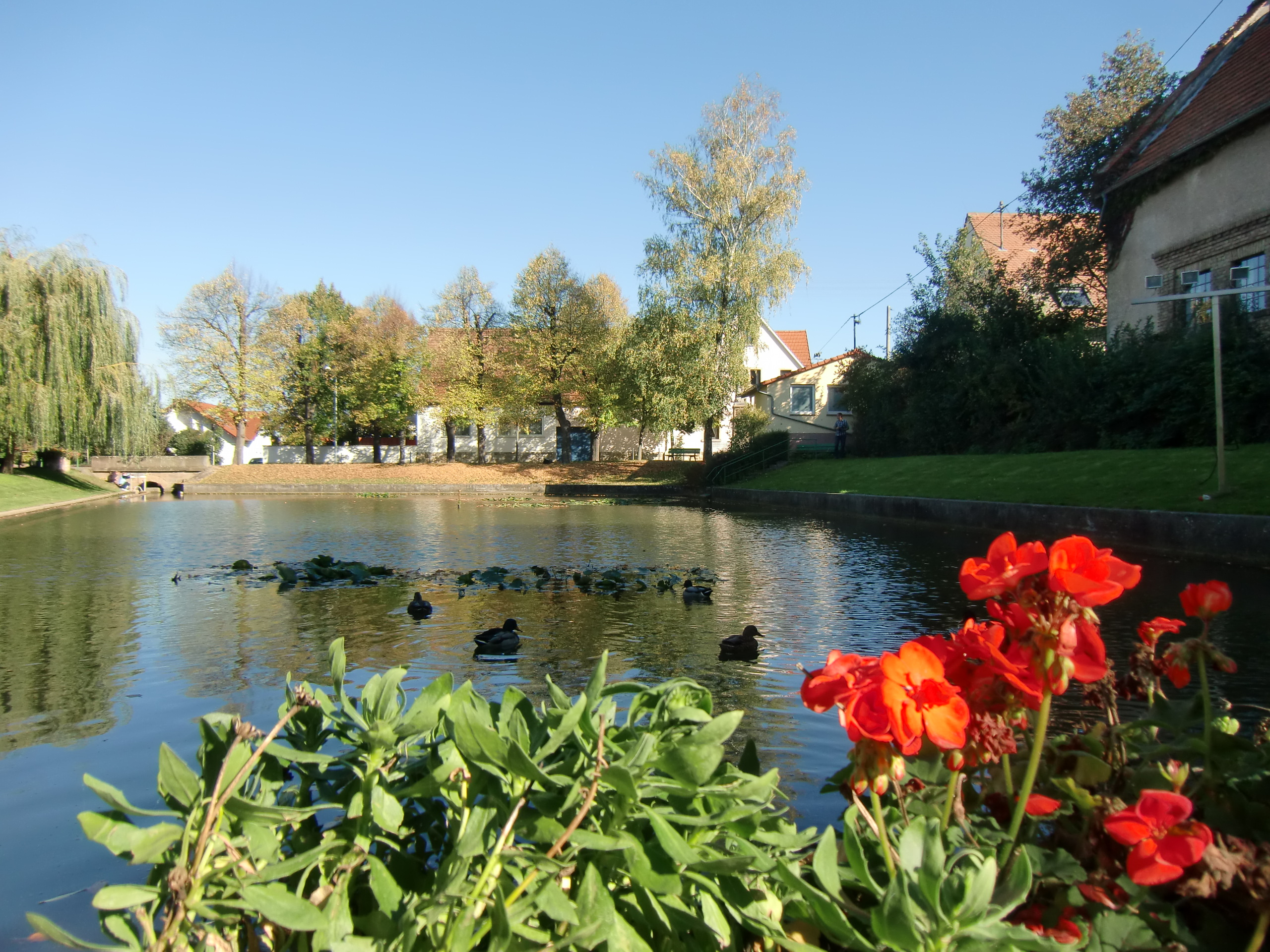
Der Woog in Mörstadt

## Personen (Auswahl)
- Willy Borngässer (1905–1965), evangelischer Pfarrer